# Ichnocarpus
Ichnocarpus là chi thực vật có hoa trong họ Apocynaceae.